# Восточный военный округ (КНР)
Восточный военный округ или Восточный театр боевого командования НОАК, Восточная зона боевого командования НОАК (кит. 中国人民解放军东部战区, англ. Eastern Theater Command) — один из пяти военных округов Народно-освободительной армии Китая. Штаб округа базируется в Нанкине (провинция Цзянсу). В состав округа входят три группы армий, четыре бригады сил береговой обороны, Восточный флот и другие воинские соединения. Командующим Восточным округом является генерал-полковник Линь Сянъян, комиссаром — генерал Хэ Пин.  

## География
В состав округа входит территория провинций Цзянсу, Аньхой, Чжэцзян, Фуцзянь, Цзянси и города Шанхай, а также прилегающая акватория Восточно-Китайского моря.

## История
Восточный военный округ создан 1 февраля 2016 года в результате масштабной военной реформы на основе расформированного Нанкинского военного округа. По состоянию на 2022 год в Восточном округе, который непосредственно граничит с «мятежным» Тайванем, дислоцировалось наибольшее количество подразделений категории А, то есть имеющих приоритетный статус по боевой готовности, огневой мощности, современному вооружению и оборудованию.
В августе 2022 года на фоне политического кризиса войска Восточного округа провели масштабные воздушные и морские учения возле Тайваня.

## Структура
Восточным округом управляет начальник Генерального штаба округа, которому подчиняются три заместителя, отвечающие за сухопутные силы, флот и авиацию. В подчинении Генштаба округа находится Командный центр совместных операций, который отвечает за боевые операции, боевую подготовку, разведку, снабжение и мобилизацию. 
Департамент политических работ отвечает за подбор кадров, воспитание и пропаганду среди военнослужащих идей Компартии. Дисциплинарный инспекторский комитет следит за партийной дисциплиной и моральным обликом военнослужащих. Каждая провинция и муниципалитет центрального подчинения имеют своё военное командование, которое подчиняется командующему военным округом.

## Сухопутные войска

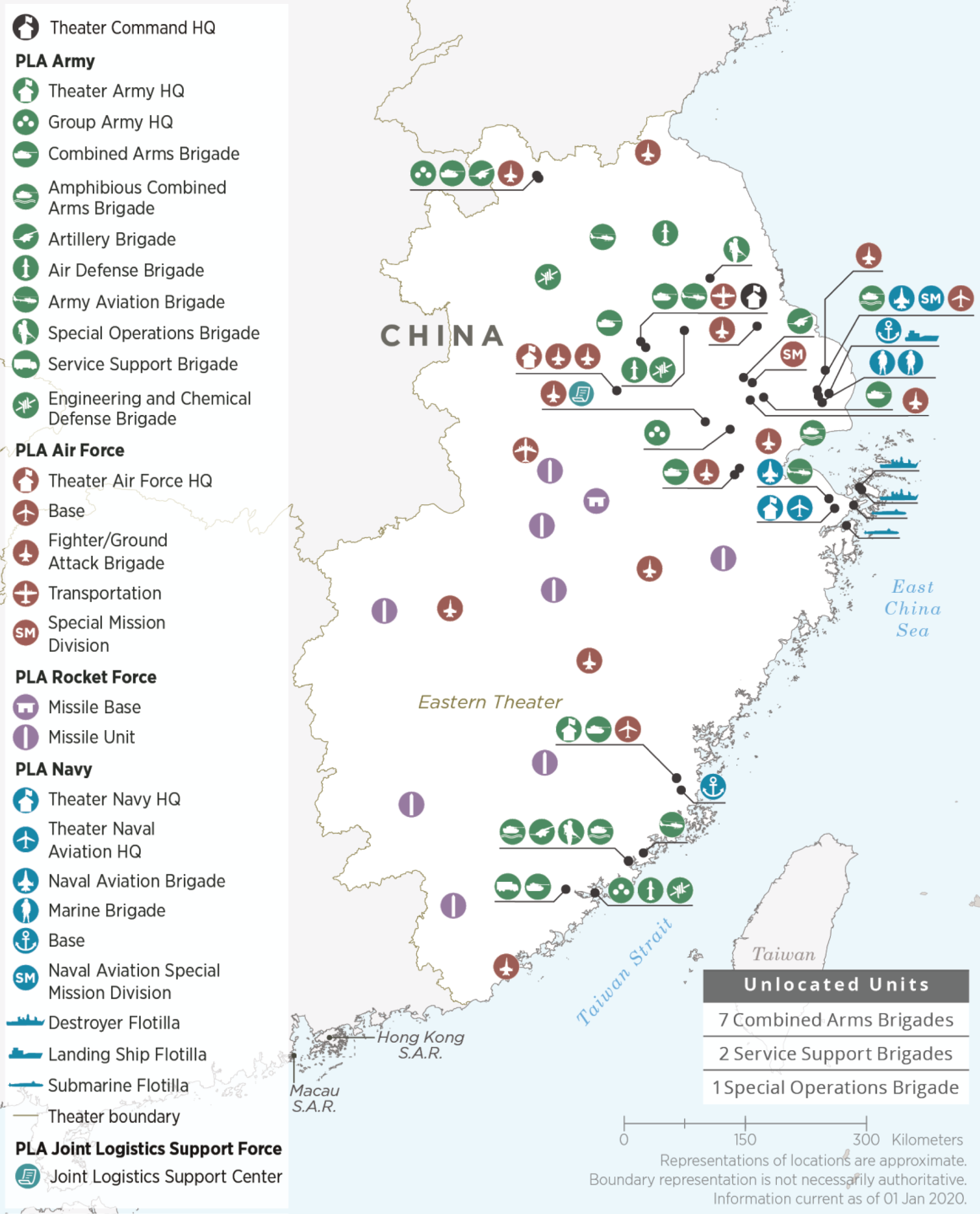
Подразделения Восточного округа

Штаб сухопутный войск Восточного округа расположен в Фучжоу (Фуцзянь). Основу наземных сил составляют три группы армий — 71-я группа армий, 72-я группа армий и 73-я группа армий.

### Группы армий
- 71-я группа армий (Сюйчжоу)[10]
  - 2-я тяжёлая общевойсковая бригада (Сюйчжоу)
  - 35-я общевойсковая бригада (Сюйчжоу)
  - 160-я общевойсковая бригада
  - 178-я общевойсковая бригада
  - 179-я лёгкая общевойсковая бригада (Нанкин)
  - 235-я тяжёлая общевойсковая бригада
  - 71-я артиллерийская бригада (Сюйчжоу)
  - 71-я бригада противовоздушной обороны (Хуайань)
  - 71-я бригада специальных операций
  - 71-я бригада армейской авиации
  - 71-я бригада материально-технического обеспечения
  - 71-я бригада ядерной, биологической и химической защиты

- 72-я группа армий (Хучжоу)[11]
  - 5-я общевойсковая бригада
  - 10-я тяжёлая общевойсковая бригада (Сучжоу)
  - 34-я общевойсковая бригада (Чучжоу)
  - 85-я общевойсковая бригада
  - 90-я общевойсковая бригада
  - 124-я амфибийная общевойсковая бригада (Ханчжоу)
  - 72-я бригада армейской авиации (Нанкин)
  - 72-я артиллерийская бригада (Уси)
  - 72-я бригада противовоздушной обороны (Чжэньцзян)
  - 72-я бригада специальных операций
  - 72-я бригада ядерной, биологической и химической защиты
  - 72-я бригада материально-технического обеспечения

- 73-я группа армий (Сямынь)[12]
  - 3-я лёгкая общевойсковая бригада
  - 14-я общевойсковая бригада
  - 86-я общевойсковая бригада (Фучжоу)
  - 91-я амфибийная общевойсковая бригада (Чжанчжоу)
  - 92-я лёгкая общевойсковая бригада (Цюаньчжоу)
  - 145-я общевойсковая бригада
  - 73-я артиллерийская бригада (Цюаньчжоу)
  - 73-я бригада противовоздушной обороны (Сямынь)
  - 73-я бригада армейской авиации
  - 73-я бригада специальных операций
  - 73-я бригада ядерной, биологической и химической защиты
  - 73-я бригада материально-технического обеспечения

### Другие подразделения
- 301-я бригада сил береговой обороны (Наньтун)
- 302-я бригада сил береговой обороны (Чжоушань)
- 303-я бригада сил береговой обороны (Фучжоу)
- 304-я бригада сил береговой обороны (Сямынь)
- 1-я бригада дальнобойной реактивной артиллерии
- 1-я бригада рекогносцировочной разведки
- 1-я бригада информационной поддержки
- 1-я бригада радиоэлектронной борьбы
- 31-я лодочно-мостовая бригада

Также в состав сухопутных войск Восточного округа входят Совместная тактическая учебная база в Саньцзе (Мингуан), Первая комплексная учебная база в Цзюйжуне и Вторая комплексная учебная база в Фуцине.
Кроме того, на территории Восточного округа расквартированы подразделения военной полиции.

## Военно-воздушные силы
Штаб ВВС Восточного округа расположен в Уху, основные авиабазы расположены в Ляньюньгане, Яньчэне, Юньлуне, Лухэ, Сучжоу, Жугао, Синьу, Шанхае (Пудун), Цзясине, Чансине, Ханчжоу, Дайшане, Цюйчжоу, Тайчжоу, Фучжоу, Цюаньчжоу (Цзиньцзян и Хуэйань), Сяпу, Уишане, Ляньчэне, Чжанчжоу, Уху, Аньцине, Бэнбу, Наньчане, Чжаншу, Чайсане, Даюе и Тайхэ.
- 7-я авиационная бригада (Уху)
- 8-я авиационная бригада (Чансин)
- 9-я авиационная бригада (Уху)
- 40-я авиационная бригада (Наньчан)
- 41-я авиационная бригада (Уишань)
- 83-я авиационная бригада (Ханчжоу)
- 84-я авиационная бригада (Цзясин)
- 85-я авиационная бригада (Цюйчжоу)
- 86-я авиационная бригада (Жугао)
- 93-я авиационная бригада (Сучжоу)
- 95-я авиационная бригада (Ляньюньган)
- 3-я истребительная дивизия (Уху)
- 10-я бомбардировочная дивизия (Лухэ)
- 14-я истребительная дивизия (Ичунь)
- 28-я ударная дивизия (Ханчжоу)
- 29-я истребительная дивизия (Цюйчжоу)
- Бригада БПЛА (Ляньчэн)
- 3-я зенитная ракетная бригада (Цюаньчжоу)
- 8-я бригада противовоздушной артиллерии (Шанхай)
- 3-й учебный полк (Яньчэн)
- 4-й учебный полк (Бэнбу)
- 28-й авиационный полк (Аньцин)
- 42-й авиационный полк (Чжаншу)
- 76-й авиационный полк (Чайсан)
- 77-й авиационный полк (Синьу)
- 94-й авиационный полк (Юньлун)
- 1-й полк БПЛА (Нинбо)
- 2-й полк БПЛА (Дайшань)
- 3-й полк БПЛА (Уишань)

На вооружении ВВС округа стоят бомбардировщики Xian H-6, истребители-бомбардировщики Xian JH-7, истребители Chengdu J-7, Chengdu J-10, Shenyang J-11, Shenyang J-16, Chengdu J-20, Су-27, Су-30 и Су-35, штурмовики Nanchang Q-5, учебные самолёты Nanchang CJ-6, Hongdu JL-8, Guizhou JL-9 и Hongdu JL-10, транспортные самолёты Xian Y-7 и Shaanxi Y-8, самолёты радиообнаружения и наведения Shaanxi KJ-200, Shaanxi KJ-500 и KJ-2000, вертолёты Changhe Z-8 и Ми-171, зенитно-ракетные комплексы С-300.

## Военно-морские силы

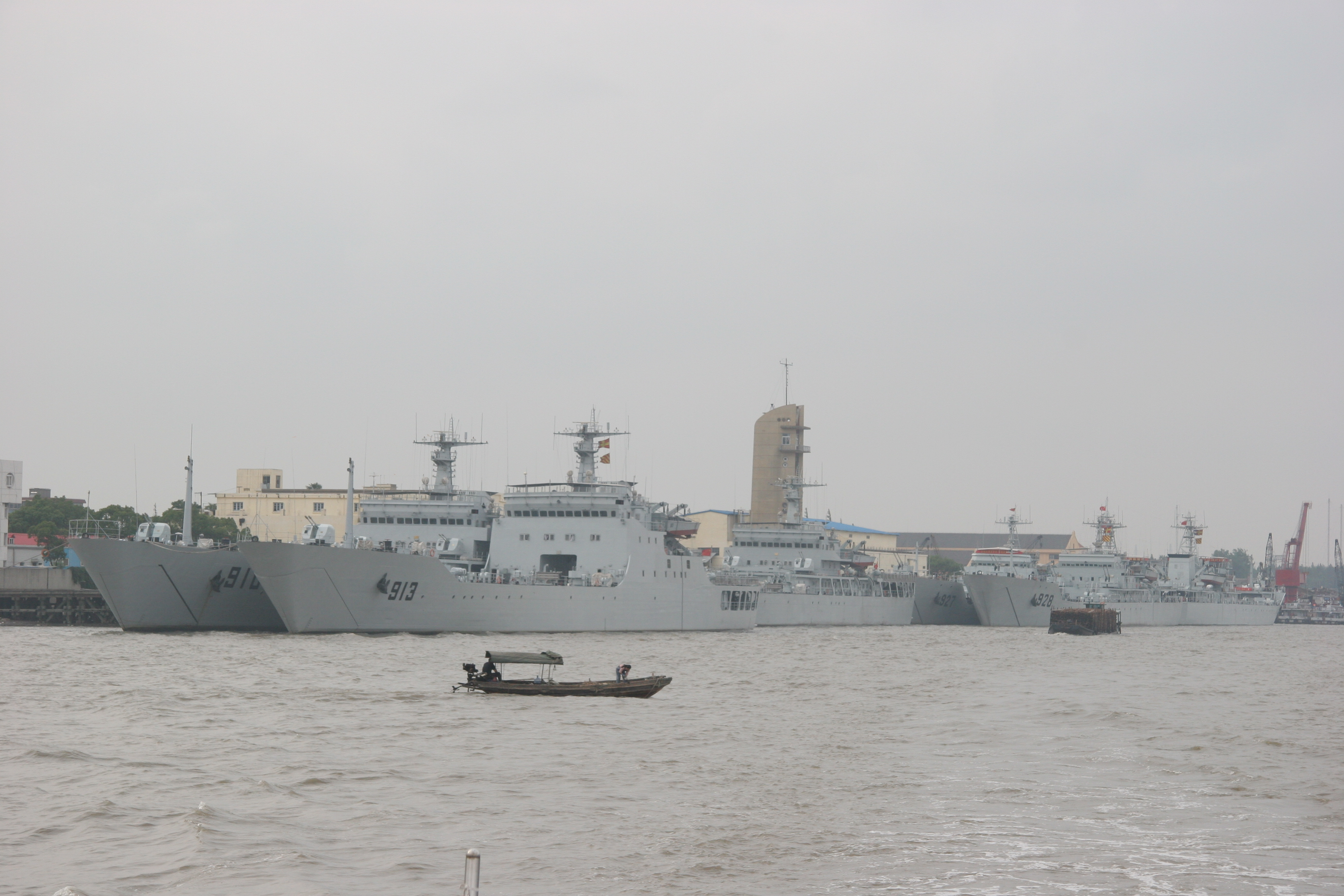
Военно-морская база в Шанхае

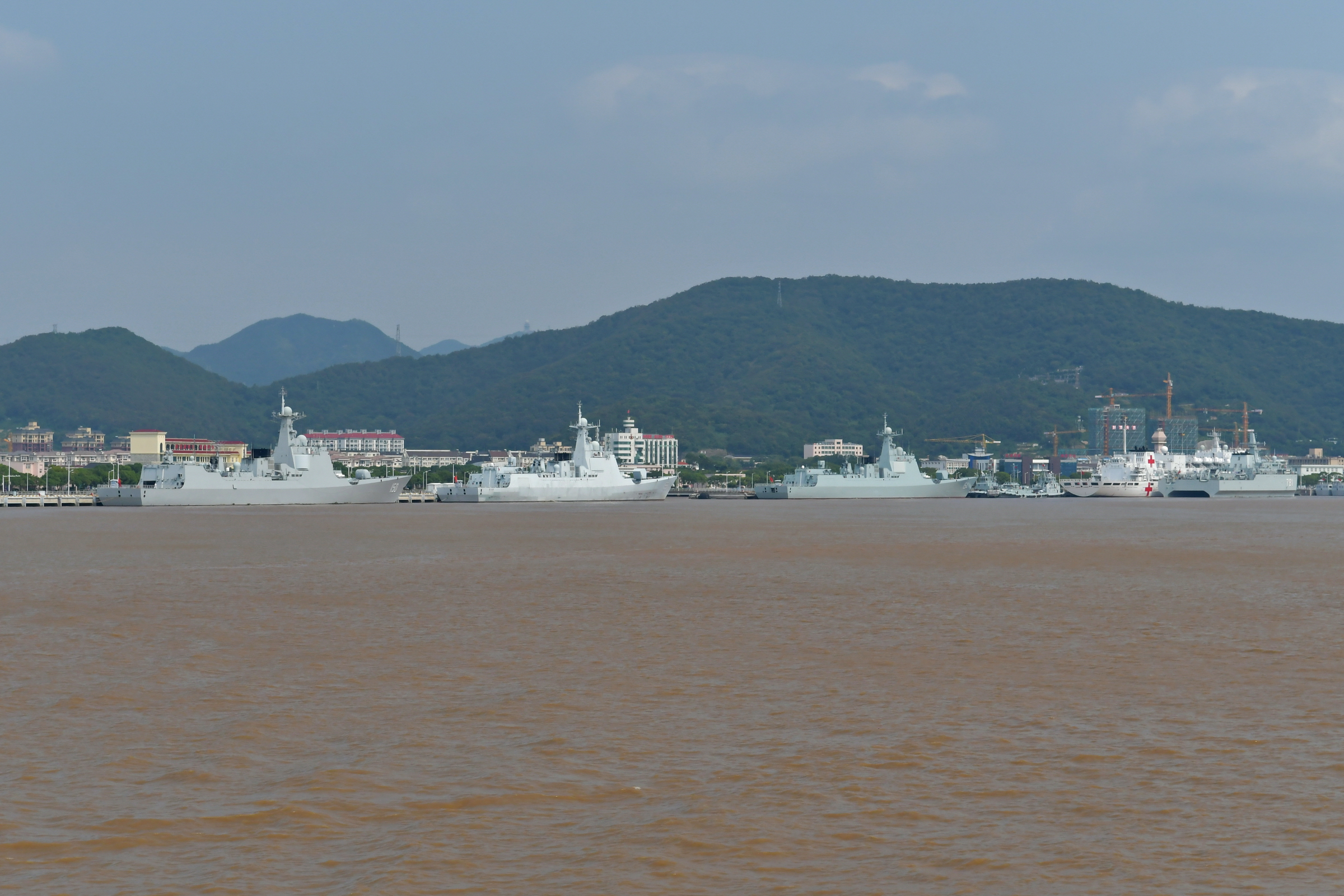
Военно-морская база в Чжоушане

Штаб ВМС Восточного округа (Восточного флота) расположен в Нинбо. Основные военно-морские базы расположены в Чжоушане, Сяншане, Бэйлуне (остров Даседао), Шанхае, Ханчжоу, Вэньчжоу, Фучжоу, Ниндэ, Сямыне и Ляньюньгане.
- Флотилия подводных лодок (Чжоушань)
- Флотилия подводных лодок (Сяншань)
- Флотилия подводных лодок (Даседао)
- 3-я бригада морской пехоты (Цзиньцзян)
- 1-я бригада береговой обороны (Шанхай)
- 2-я бригада береговой обороны (Шанхай)
- 3-я бригада береговой обороны (Фуцзянь)
  - 13-я дивизия береговой обороны (Цюаньчжоу)
- 31-я понтонно-мостовая бригада

На вооружении ВМС стоят ударные подводные лодки «Кило», 035 и 039, ракетные эсминцы «Современный», 052D и 052C, фрегаты «Цзянвей-2», 053H, 054 и 054A, корветы 056, десантные корабли «Циньчэньшань», 072, 072A, 072II и 072III, суда снабжения 903 и 905. 

### Авиация ВМС
- 1-я авиационная дивизия ВМС (Шанхай)
- 4-я авиационная бригада ВМС (Тайчжоу)
- 5-й бомбардировочный полк (Чанчжоу)
- 11-й авиационный полк (Нинбо)
- 17-й авиационный полк (Чанчжоу)
- 18-й авиационный полк

На вооружении авиации ВМС стоят истребители-бомбардировщики Xian JH-7.

## Ракетные войска
- 61-я база (Хуаншань)
  - 611-я бригада (Чичжоу)
  - 612-я бригада (Цзиндэчжэнь)
  - 613-я бригада (Шанжао)
  - 614-я бригада (Саньмин)
  - 616-я бригада (Ганьчжоу)
  - 617-я бригада (Цзиньхуа)

- 63-я база (Хуайхуа)
  - 635-я бригада (Ичунь)

На вооружении ракетных войск Восточного округа стоят баллистические ракеты Дунфэн-11, Дунфэн-15, Дунфэн-16 и Дунфэн-21.

## Силы стратегического обеспечения

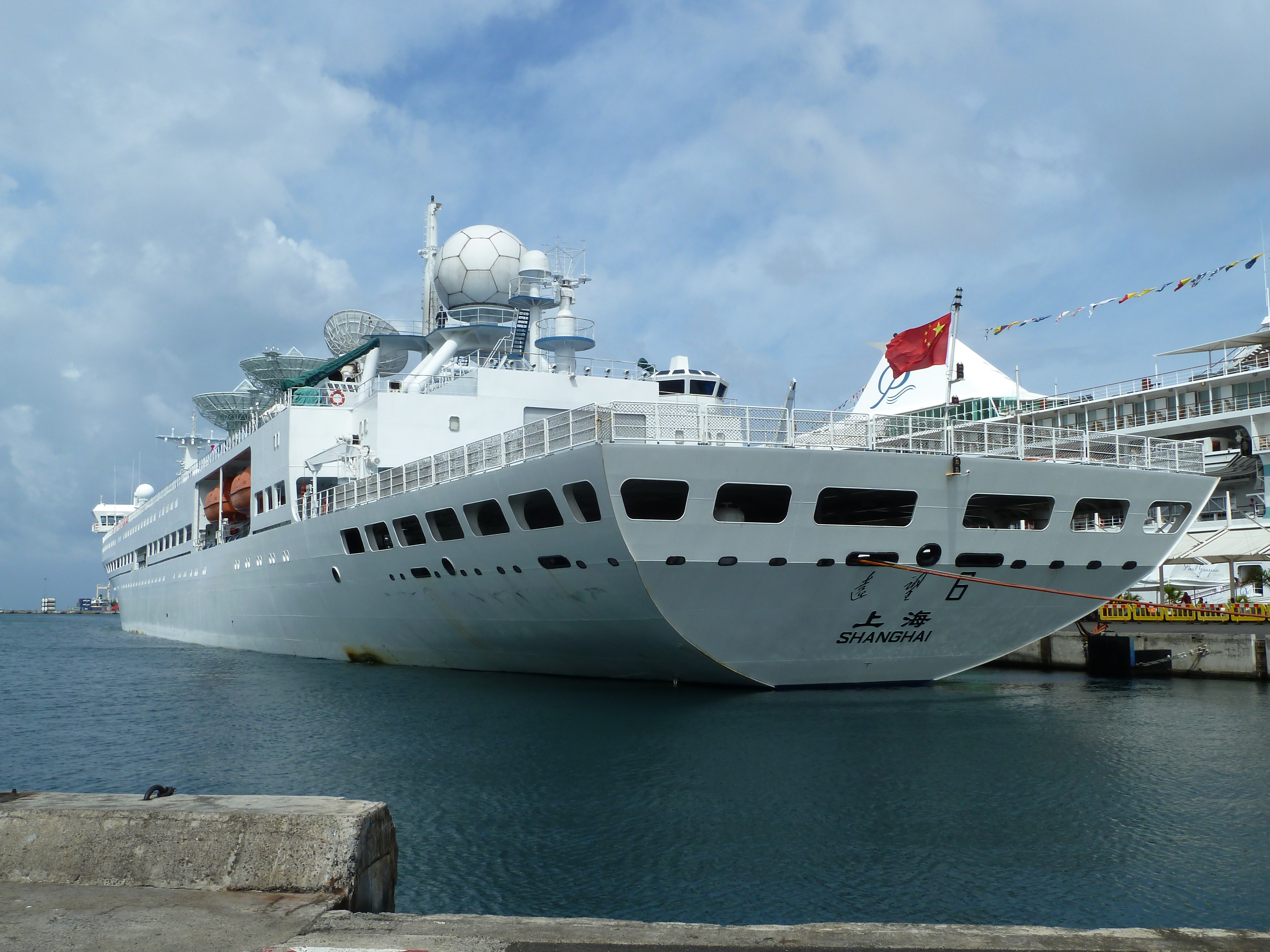
Судно аэрокосмической разведки «Юаньвань 6»

- 23-я экспериментальная учебная база или База кораблей аэрокосмической разведки (Цзянъинь)
- 31-я база Департамента сетевых систем (Нанкин)[17]
  - Подразделение 61398 (Шанхай)
  - Подразделение 61486[англ.] (Шанхай)
  - Подразделение 61716 или 311-я база (Фучжоу)
- 56-й НИИ или Цзяннаньский исследовательский институт компьютерных технологий (Уси)
- 57-й НИИ или Институт электронных и телекоммуникационных технологий (Шанхай)[18]

## Материально-техническое обеспечение
Штаб МТО Восточного округа расположен в Уси.
- База МТО (Уси)
- База МТО (Шанхай)

## Учебные и научно-исследовательские учреждения
- Командная академия ВМС (Нанкин)
- Артиллерийская академия (Нанкин)
- Академия артиллерии и ПВО (Хэфэй)

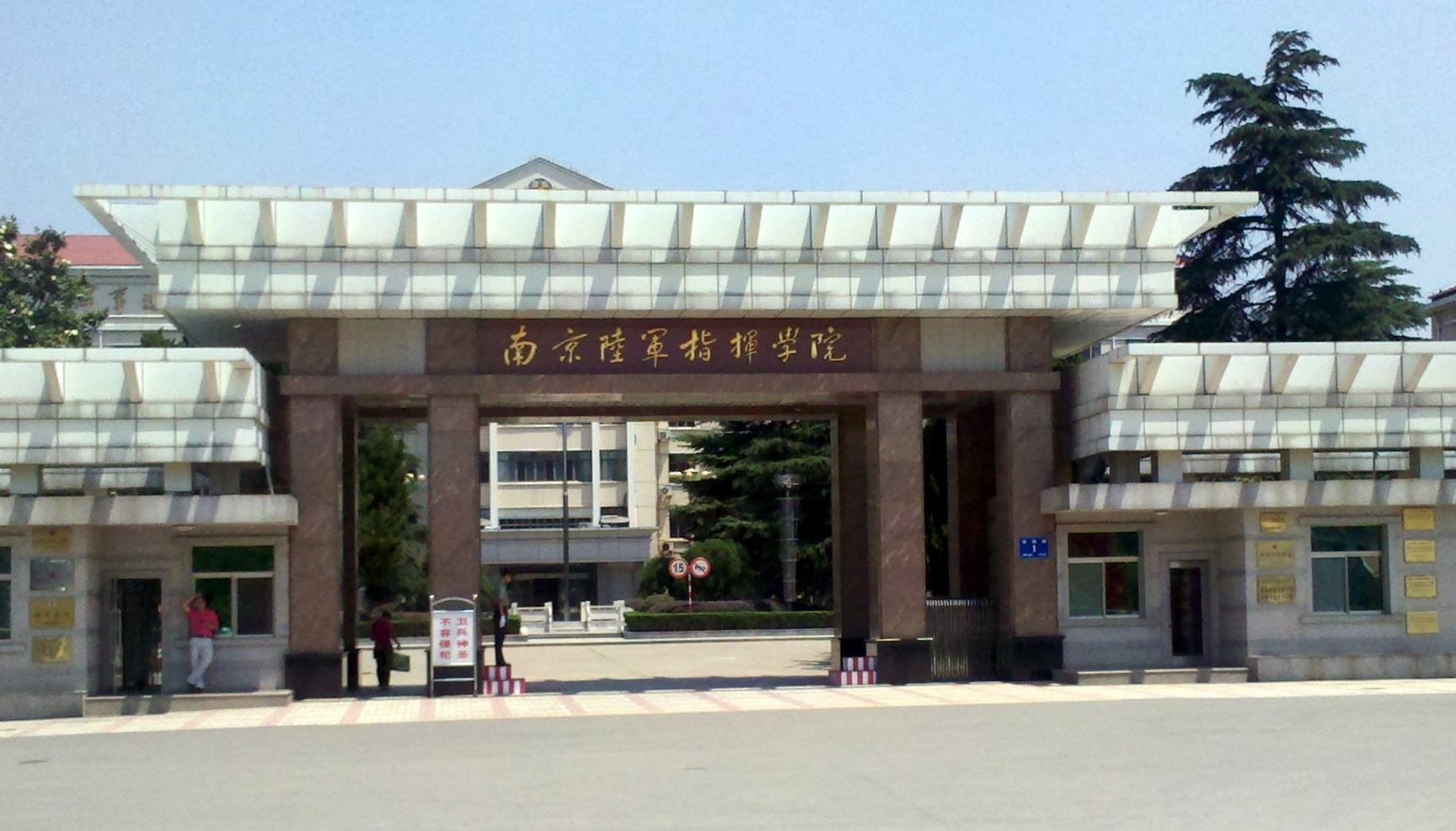
Командное училище сухопутных войск в Нанкине

- Инженерная академия инженерных войск (Нанкин)
- Инженерная академия электроники (Хэфэй)
- Второй военно-медицинский университет или Военно-медицинский университет ВМС (Шанхай)
- Институт тыла ВВС (Сюйчжоу)
- Командное училище сухопутных войск (Нанкин)
- Училище сухопутных войск (Наньчан)
- Метеорологическое училище ВВС (Нанкин)
- Инженерное училище связи (Нанкин)
- Танковое училище (Бэнбу)
- Инженерный институт по разработке подводных аппаратов (Шанхай)[19]
- Научно-исследовательский институт беспилотных летательных аппаратов при Нанкинском университете аэронавтики и астронавтики[20]
- Шанхайский центр управления космическими полётами[21]

## Медицинские учреждения
- Главный военный госпиталь Восточного округа (Нанкин)
- Главный военный госпиталь Восточного флота (Нинбо)
- 1-й военный госпиталь Военно-медицинского университета ВМС (Шанхай)
- 2-й военный госпиталь Военно-медицинского университета ВМС (Шанхай)
- 3-й военный госпиталь Военно-медицинского университета ВМС или Восточный гепатобилиарный хирургический госпиталь (Шанхай)
- 9-й военный госпиталь Военно-медицинского университета ВМС (Шанхай)
- Военный госпиталь Сил охраны Центрального военного совета (Фучжоу)
- Военный госпиталь Сил охраны Центрального военного совета (Чжанчжоу)
- Военный госпиталь Сил охраны Центрального военного совета (Цюаньчжоу)
- Военный госпиталь Сил охраны Центрального военного совета (Хэфэй)
- Военный госпиталь Сил охраны Центрального военного совета (Уси)
- Военный госпиталь Сил охраны Центрального военного совета (Сучжоу)
- Военный госпиталь Сил охраны Центрального военного совета (Чанчжоу)
- Военный госпиталь Сил охраны Центрального военного совета (Нинбо)
- Военный госпиталь Сил охраны Центрального военного совета (Вэньчжоу)
- Военный госпиталь Сил охраны Центрального военного совета (Наньчан)
- Военный госпиталь Сил охраны Центрального военного совета (Интань)

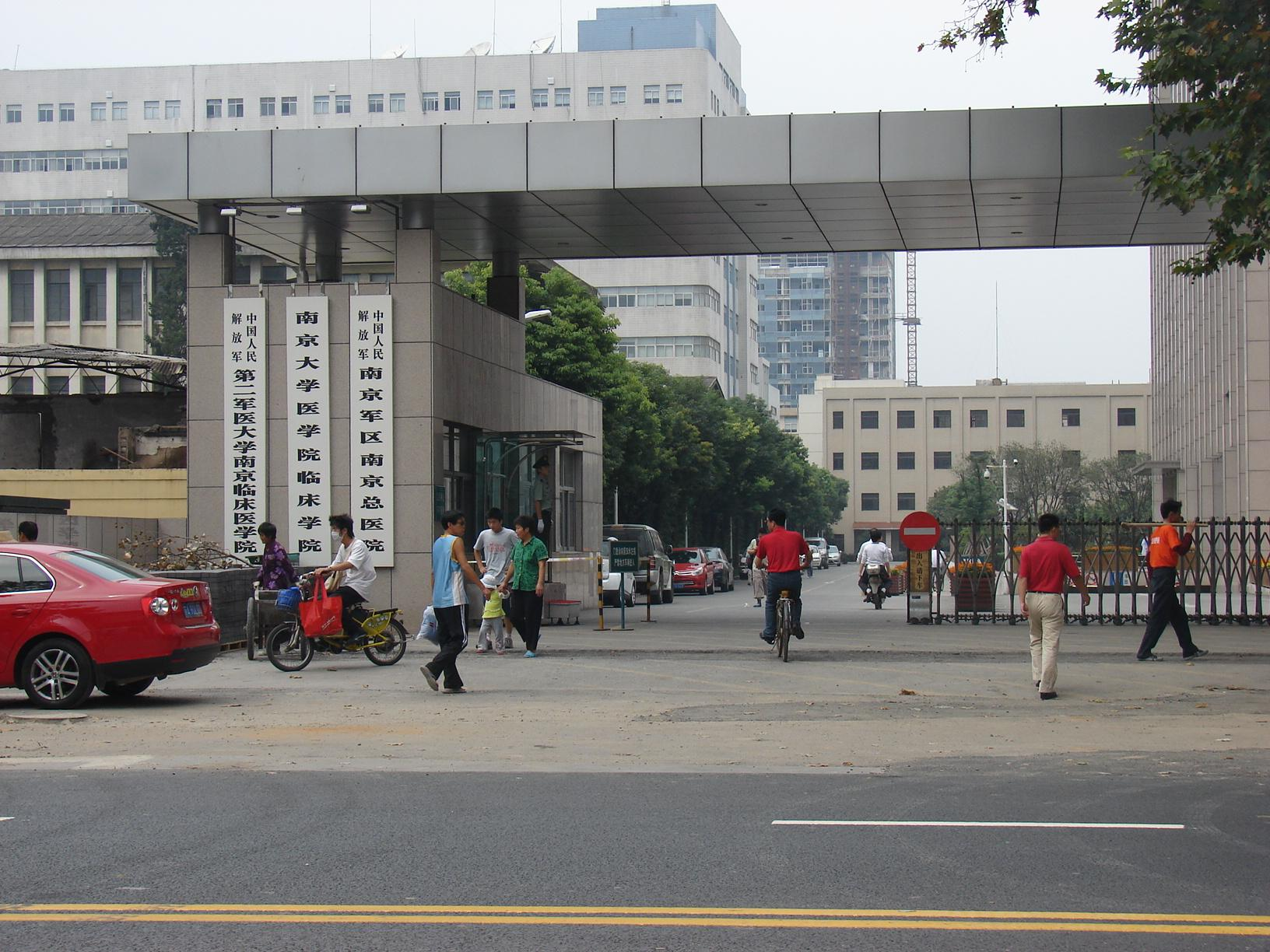
Главный военный госпиталь в Нанкине
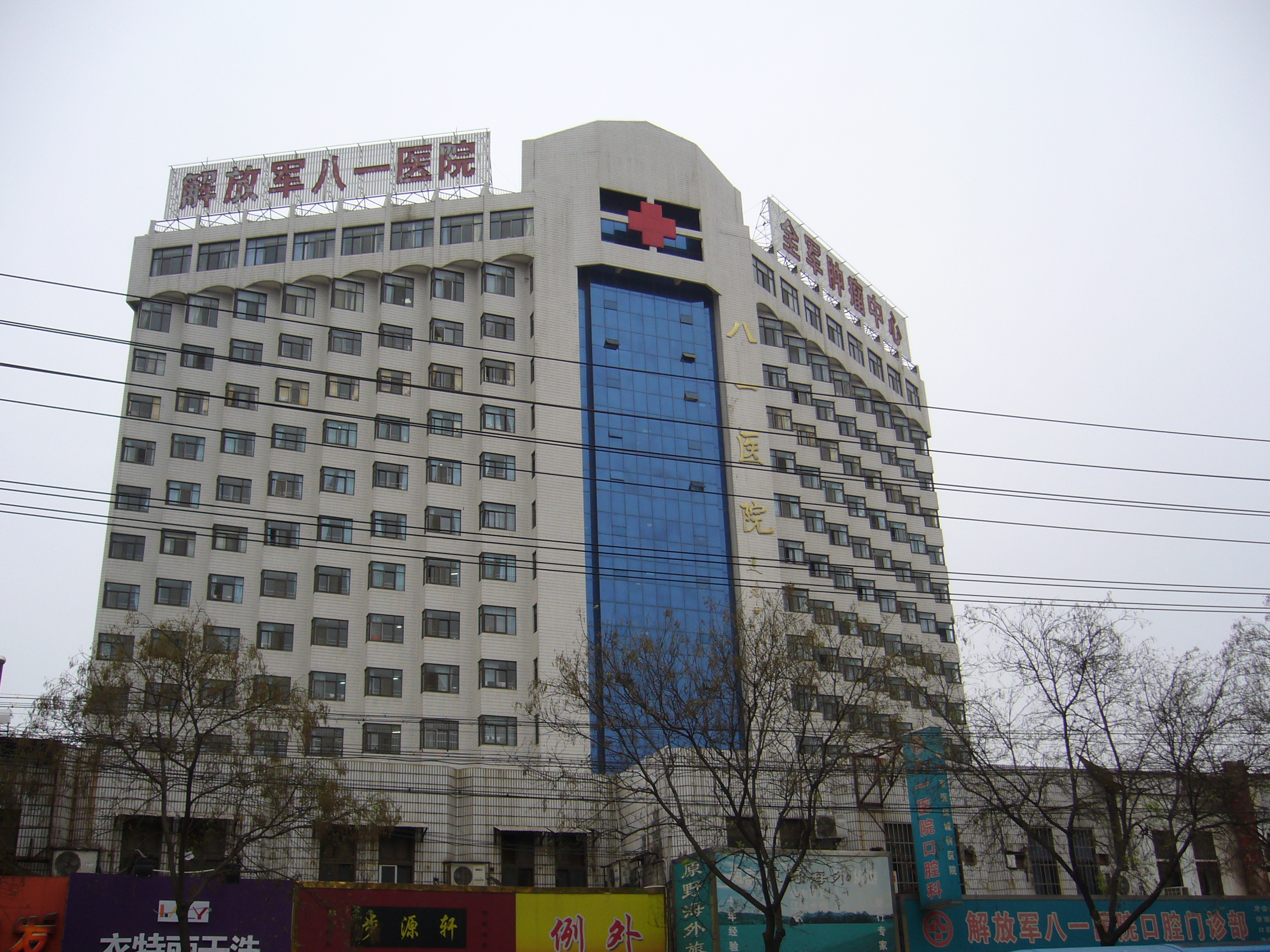
Военный госпиталь Байи в Нанкине
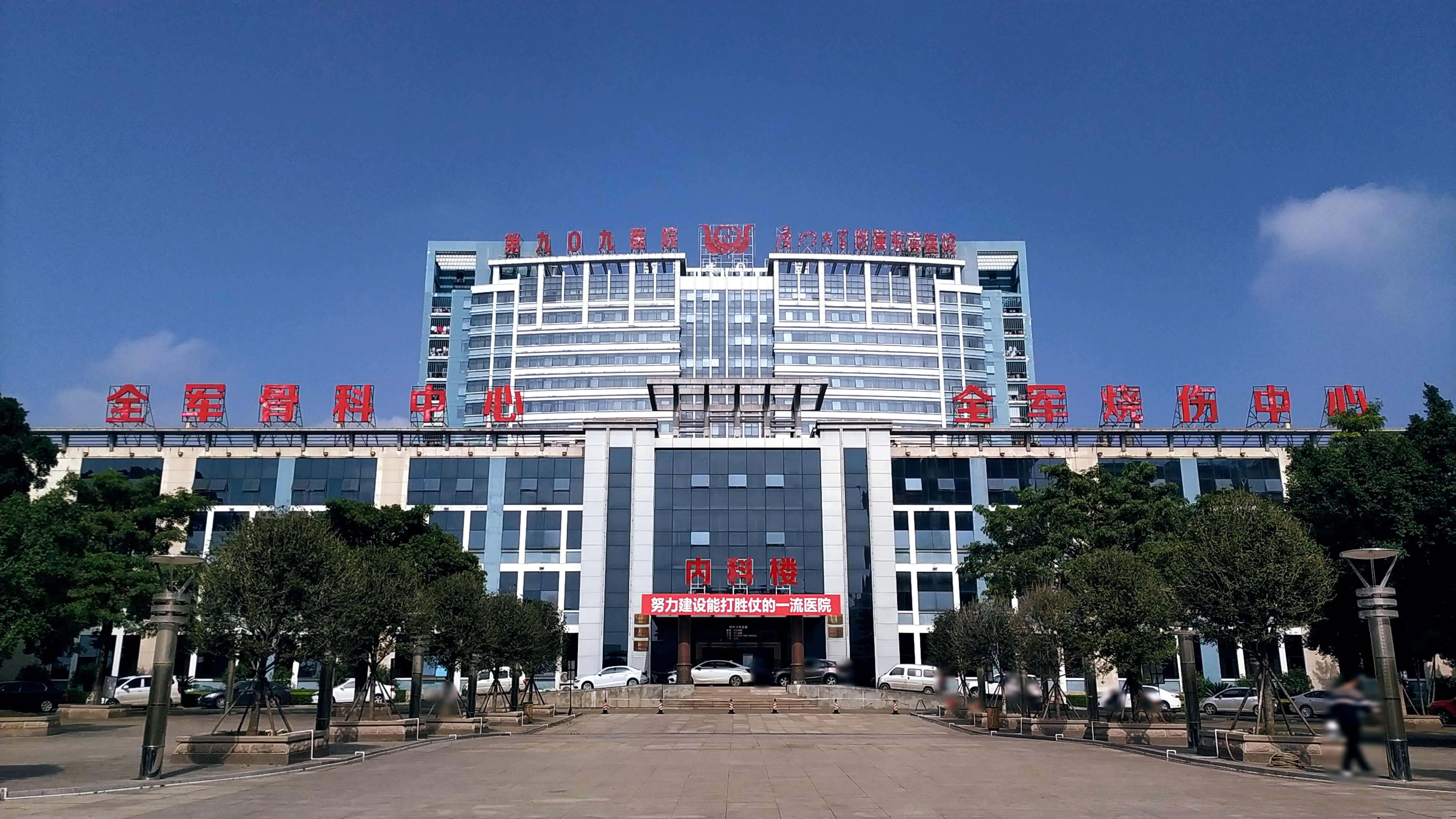
Военный госпиталь в Чжанчжоу
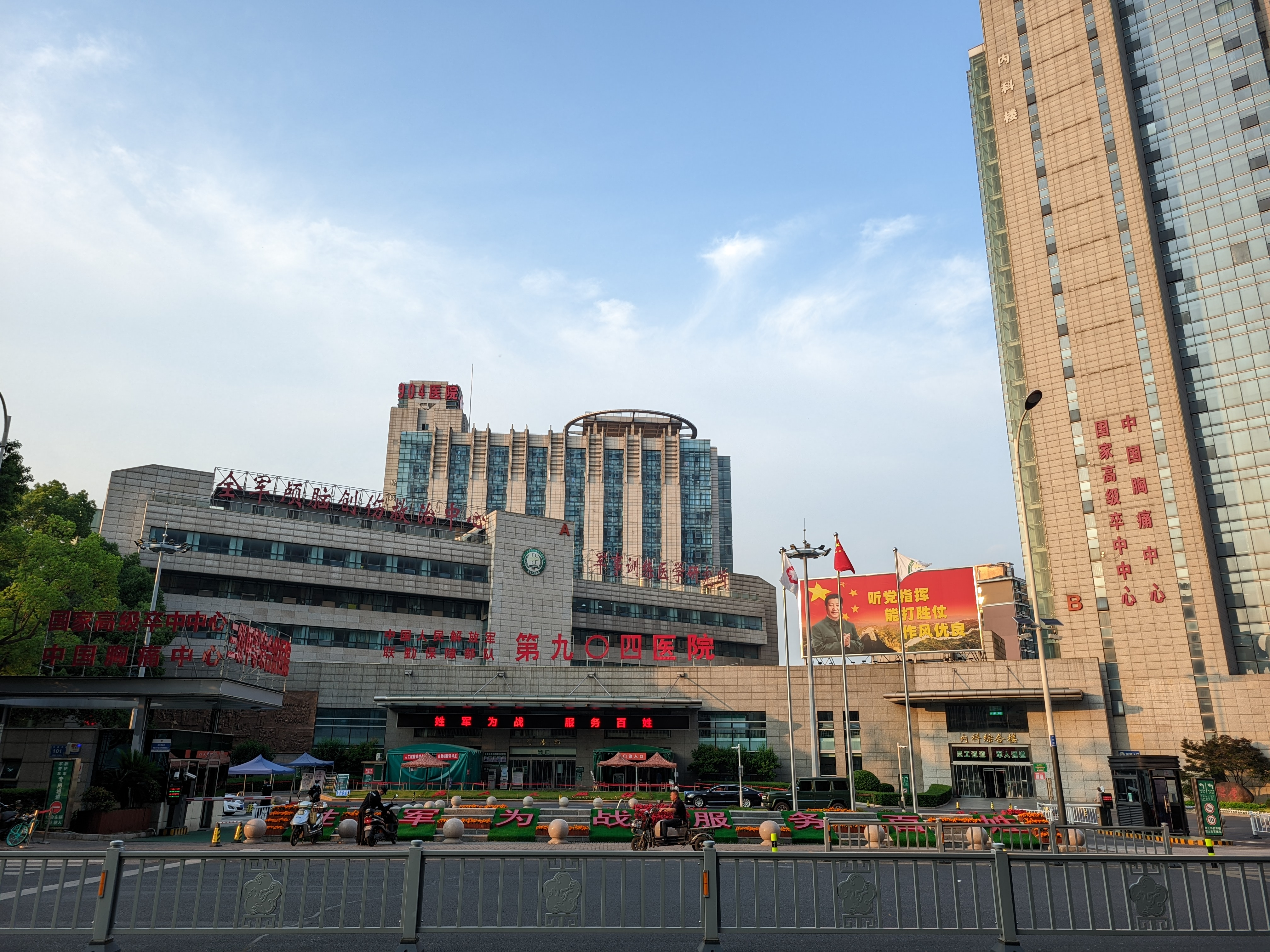
Военный госпиталь в Уси
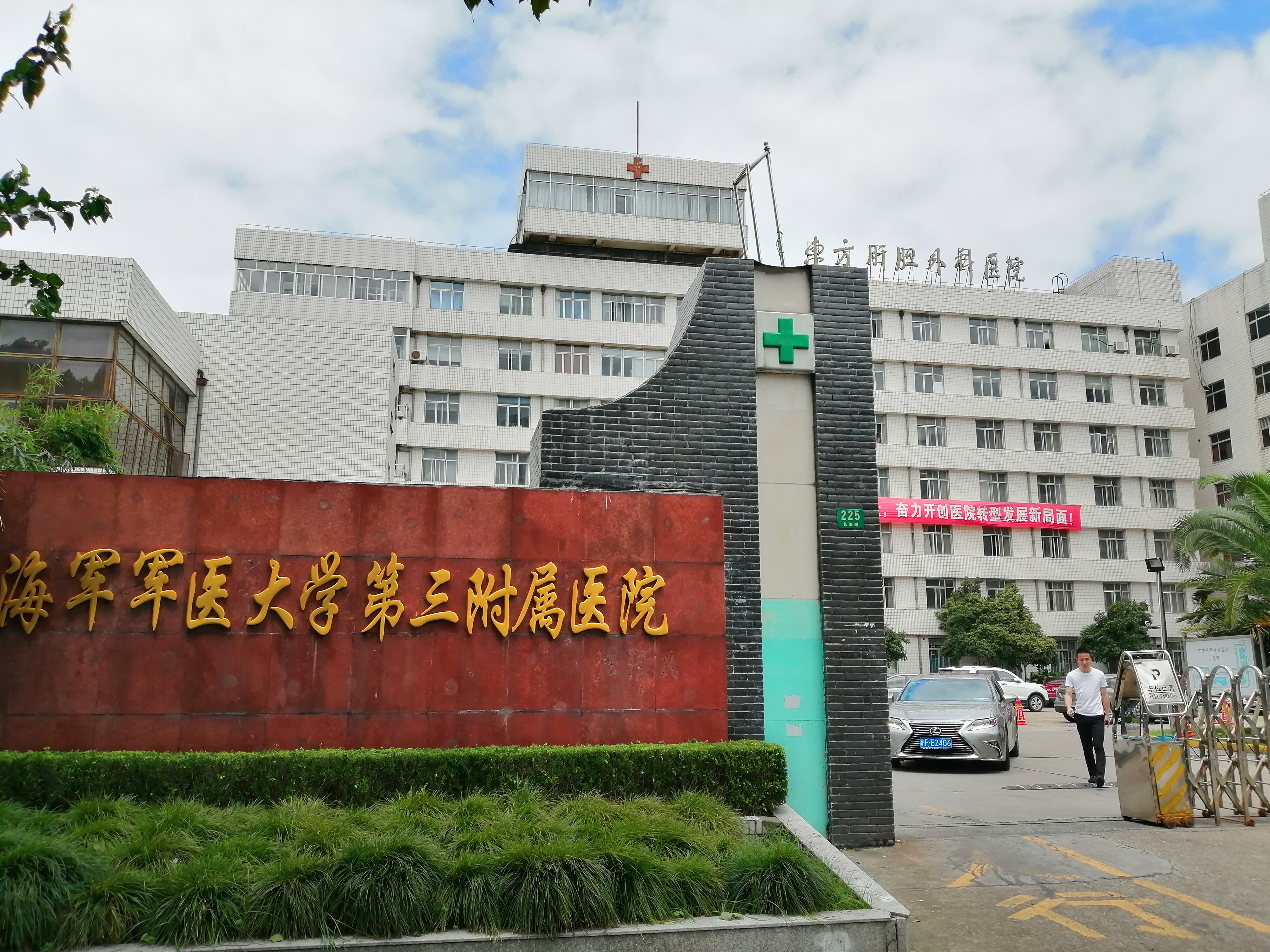
3-й военный госпиталь в Шанхае
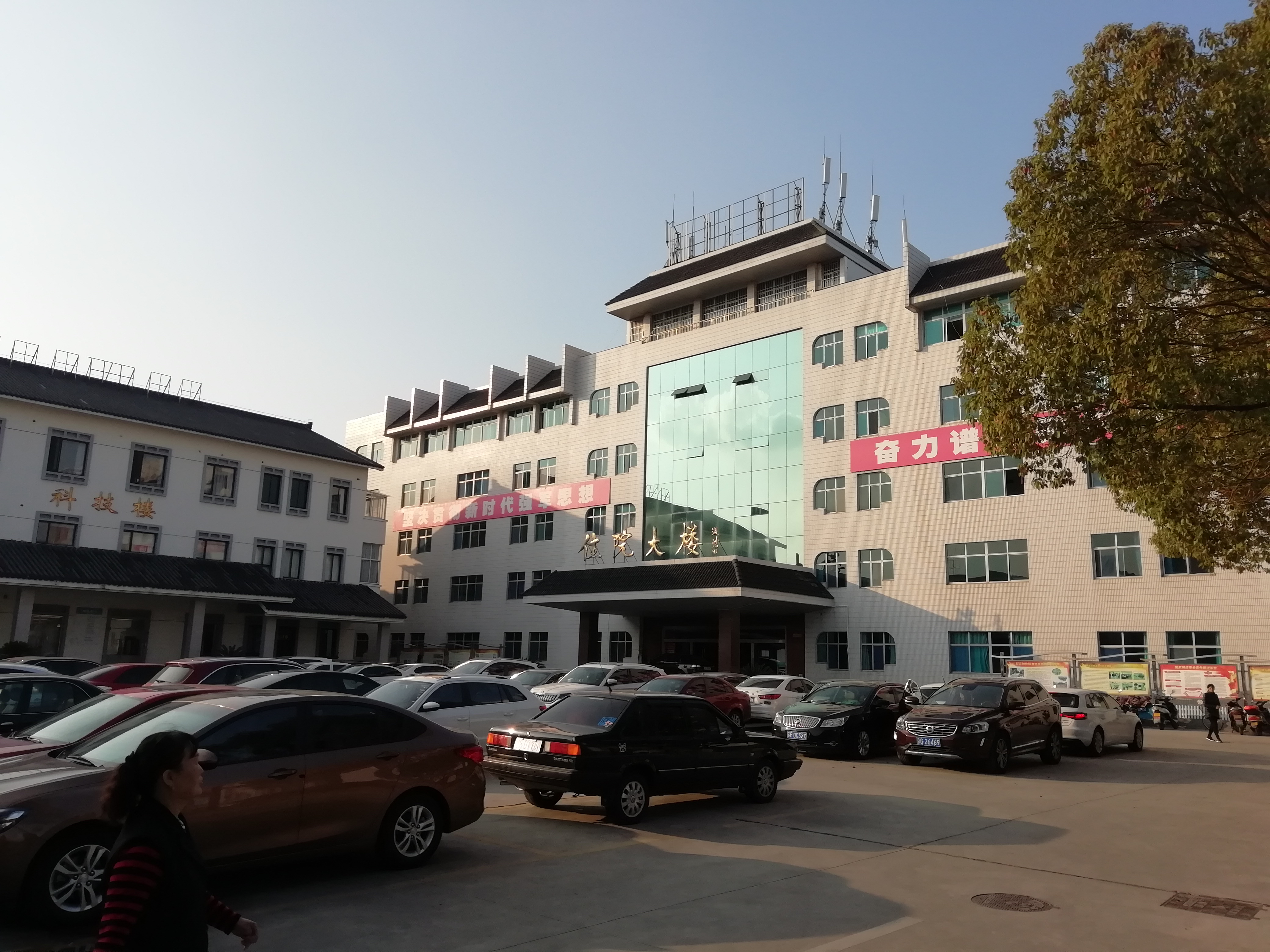
Военный госпиталь в Сучжоу
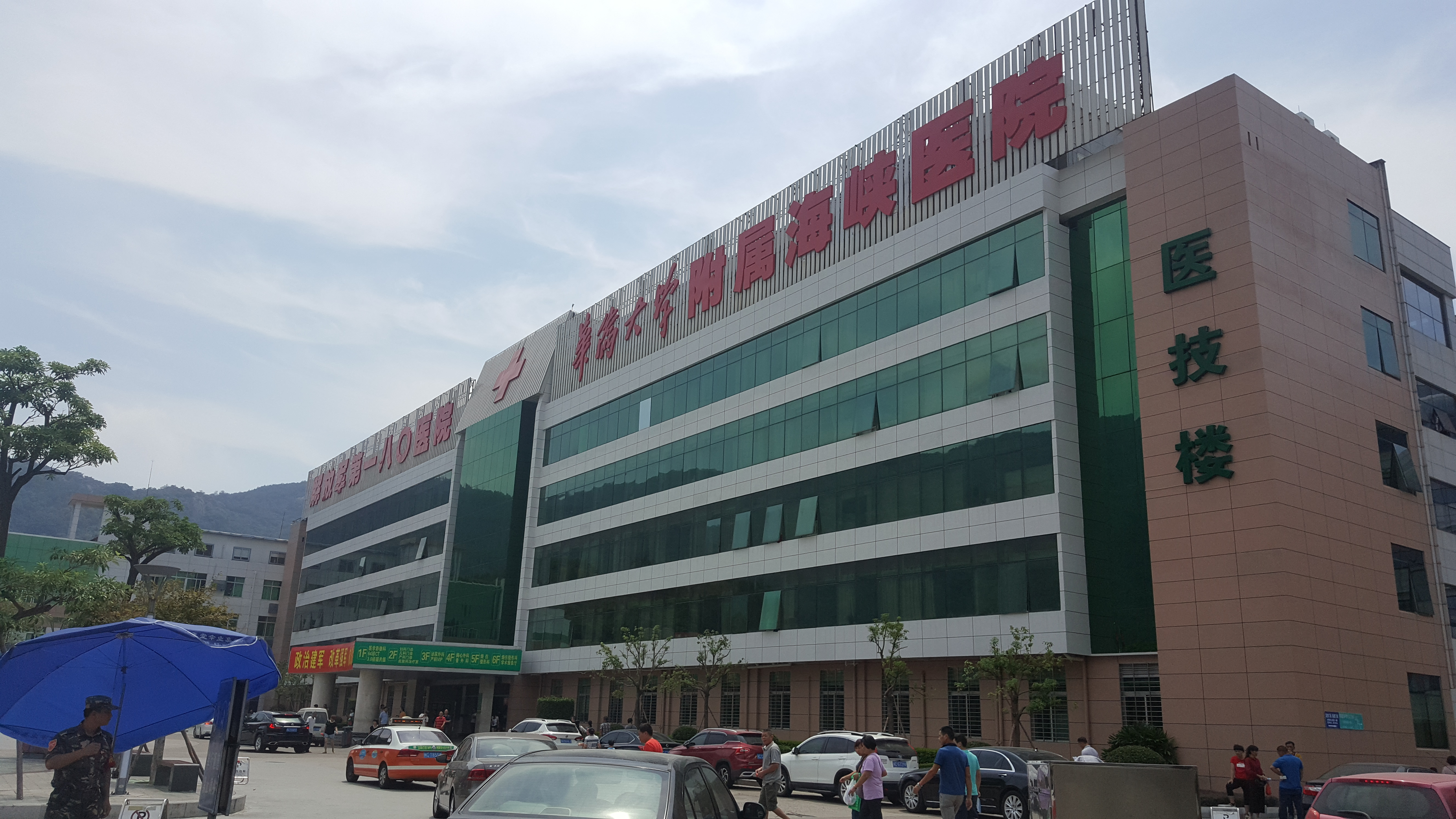
Военный госпиталь в Цюаньчжоу
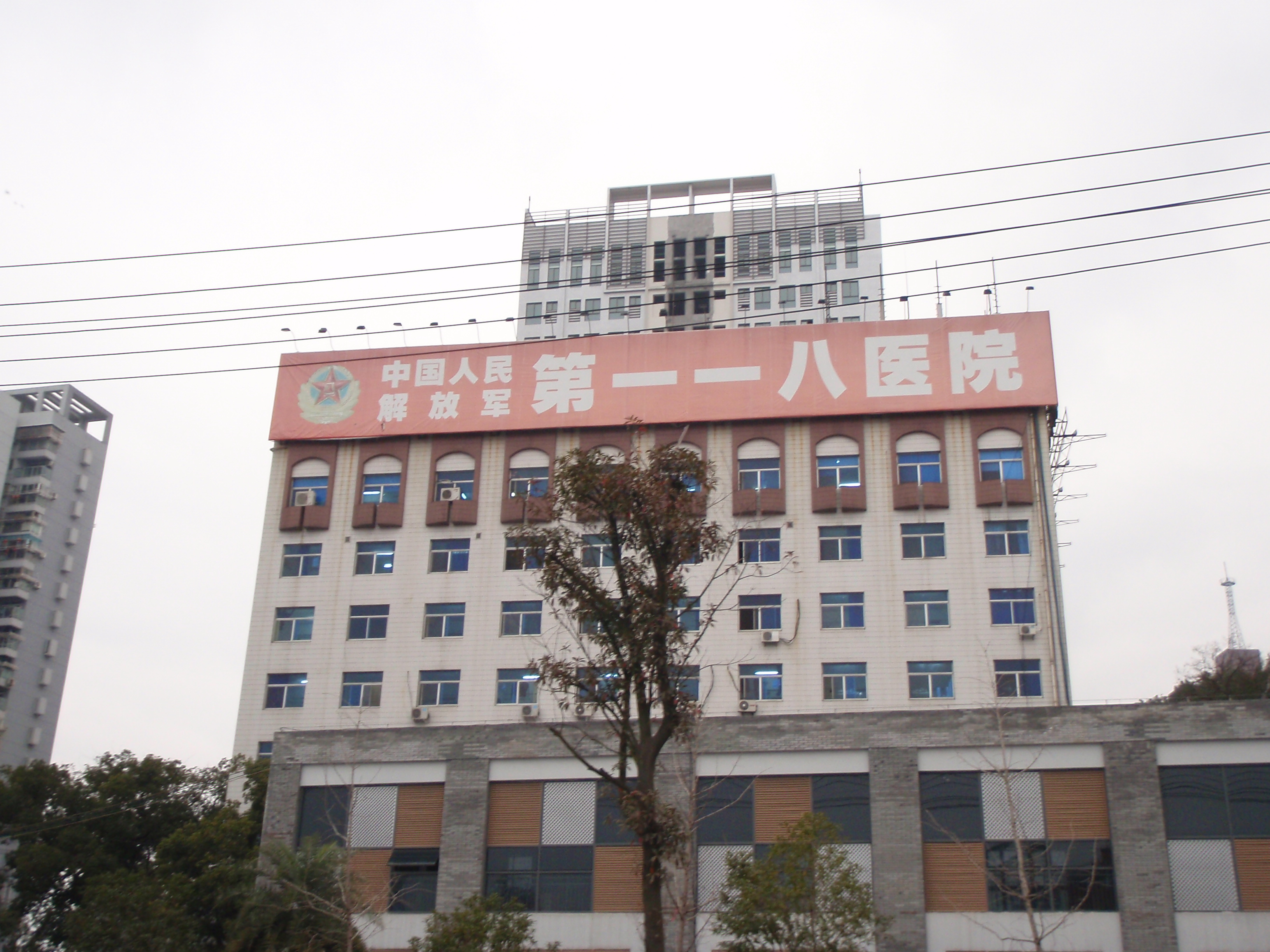
Военный госпиталь в Вэньчжоу